# البحار المغامر
البحار المغامر (بالفرنسية: barbe rouge)‏ وتعني اللحية الحمراء، وهو مسلسل رسوم متحركة فرنسي مُقتبس من سلسلة قصص مصورة فرنسية، انتج عام 1997 يتكون من 26 حلقة تمت دبلجة المسلسل للغة العربية.

## القصة
القصة
يتمحور المسلسل حول مغامرات قبطان سفينة شراعية ضخمة يقوم بالاكتشافات والمغامرات رفقة ابنته ومجموعة من البحارة .

## روابط خارجية
- البحار المغامر على موقع IMDb (الإنجليزية)
- البحار المغامر على موقع ألو سيني (الفرنسية)
- البحار المغامر على موقع قاعدة بيانات الفيلم (الإنجليزية)
- Barbe Rouge على ألو سيني
- Fiche sur Anime guide